# 김천여자고등학교
김천여자고등학교(金泉女子高等學校)는 대한민국 경상북도 김천시 모암동에 위치한 공립 고등학교로, 이 학교는 아직 일제 강점기 시대였던 1935년 4월 23일에 경북김천고등여학교로 첫 개교되었다.

## 학교 연혁
- 1935년 4월 23일 : 김천고등여학교로 개교
- 1945년 10월 5일 : 초대 신현길 교장 취임
- 1970년 9월 5일 : 김천여자중ㆍ고등학교 분리
- 1995년 10월 23일 : 개교 60주년 기념행사 및 다목적 체육관 준공
- 1997년 11월 22일 : 본관 신·증축 준공
- 2003년 5월 7일 : 생활관(혜지관) 준공
- 2008년 7월 5일 : 급식소 준공
- 2008년 11월 25일 : 기숙형 고교 선정
- 2018년 5월 30일 : 창의융합과학실 구축 완공
- 2022년 12월 15일 : 제85회 졸업식(졸업생 132명, 누계 18,8320명)
- 2023년 3월 2일 : 제88회 신입생 입학 (입학생 133명)
- 2023년 9월 1일 : 제34대 정하경 교장 취임

## 참고 자료
- 김천여자고등학교 - 한국교육학술정보원 학교알리미